# Palazzo Pignano
Palazzo Pignano là một đô thị ở tỉnh Cremona, vùng Lombardia của Italia, có vị trí cách khoảng 35 km về phía đông nam của Milan và khoảng 45 km về phía tây bắc của Cremona. Tại thời điểm ngày 31 tháng 12 năm 2004, đô thị này có dân số 3.752 người và diện tích là 8,9 km².
Đô thị Palazzo Pignano có các frazioni (đơn vị trực thuộc, chủ yếu là các làng) Scannabue, Cascine Capri, và Cascine Gandini.
Palazzo Pignano giáp các đô thị: Agnadello, Bagnolo Cremasco, Monte Cremasco, Pandino, Torlino Vimercati, Trescore Cremasco, Vaiano Cremasco.